# Matt Cimber

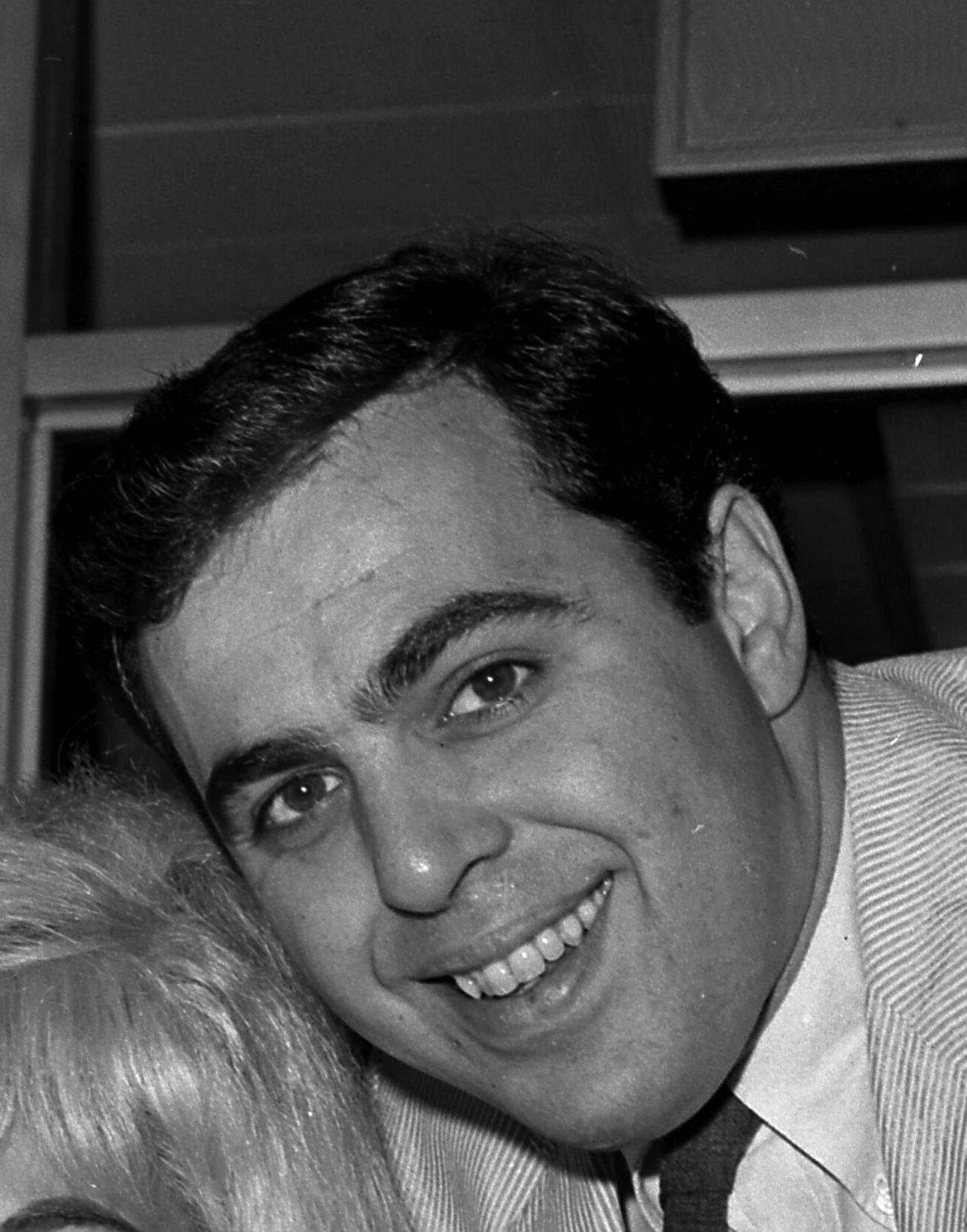
Matt Cimber (1965)

Matt Cimber (* 12. Januar 1936 in Bronx, New York City,  als Thomas Vitale Ottaviano) ist ein US-amerikanischer Filmregisseur, Produzent und Drehbuchautor.

## Leben
Matt Cimber startete Anfang der 1960er Jahre als Off-Broadway-Regisseur. 1966 folgte mit Single Room Furnished sein Debüt als Filmregisseur. Er blieb bis Mitte der 1980er Jahre als Regisseur, Produzent und Autor für Film und Fernsehen tätig und war an etwas mehr als 20 Produktionen beteiligt. Ab 2006 folgten noch sporadisch weitere Produktionen.

## Privates
Matt Cimber heiratete vier Mal, seine zweite Ehefrau war Jayne Mansfield, mit der er von 1964 bis 1966 verheiratet war. Mit ihr bekam er einen Sohn, Antonio Raphael Ottaviano, bekannt als Tony Cimber (* 17. Oktober 1965).

## Filmografie (Auswahl)
- 1966: Single Room Furnished
- 1971: Calliope
- 1975: Lady Cocoa
- 1982: Butterfly – Der blonde Schmetterling (Butterfly)
- 1982: Zeit zu sterben (A Time to Die)
- 1982: Der Bulle und das Flittchen (Fake-Out)
- 1983: Hundra
- 1984: Der Tempel des blutigen Goldes (Yellow Hair and the Fortress of Gold)